# 호찌민
호찌민(베트남어: Hồ Chí Minh 듣기 (도움말·정보)), 1890년 5월 19일~1969년 9월 2일)은 베트남의 공산주의 혁명가이자 독립운동가, 정치인, 초대 국가주석이다. 원래 이름은 응우옌신꿍(베트남어: Nguyễn Sinh Cung). 베트남 사람들에게는 호 할아버지(베트남어: Bác Hồ)라는 이름으로 불리고 있다. 생전에 가명과 필명이 모두 약 50~200여 개 이상 되었다.
호찌민은 판보이쩌우 이후 베트남 독립운동의 주요 인물로 일생을 베트남의 독립을 위해 바쳤으며, 베트남 공산당, 베트남 독립연맹 등을 창건하였고, 1945년 베트남 민주 공화국을 선포하고 정부 수상(1946-1955), 국가주석(1945~1969)과 베트남 노동당 주석(1951~1969)을 지냈다.
호찌민은 1911년 대 초 사이공에서 프랑스 선적의 배에 선원으로 취직하여 미국을 거쳐 프랑스로 가 유학하던 중 프랑스 공산당에 입당하였다. 1930년에는 중국에서 베트남 공산당(현 베트남 노동당의 전신)을 창건하여 이끌었고, 제2차 세계대전 중 베트남으로 돌아가 항일 독립 전쟁을 하였다. 전쟁이 종결된 1945년 9월 2일 프랑스의 괴뢰로 전락한 응우옌 왕조의 황제 바오다이를 폐위시키고 독립을 선언하였다. 1946년, 프랑스와 독립 협상을 추진하였으나 프랑스가 협상 전에 베트남 남부에 임시 정부를 설치한 뒤 이를 코친차이나 공화국으로 발전시키자 이에 반발, 협상을 결렬시킨 뒤 반프랑스 전쟁을 감행하였다. 1954년 디엔비엔푸 전투에서 최종 승리하여 프랑스군을 몰아냈다. 그러나 미국, 소련 등이 가담하고 베트남 전쟁이 벌어지면서 북베트남의 최고 군사 지휘관으로서 전쟁을 지속하였다.
호찌민은 베트남 전쟁이 한창이던 1969년 9월 2일 베트남의 통일을 보지 못한 채 심장질환으로 사망하였다. 호찌민은 가장 영향력 있는 20세기 피식민지 독립국가의 정치지도자의 한 사람이자 저명한 공산주의 지도자 중 한 사람이다. 그는 베트남어뿐만 아니라 영어, 중국어의 여러 방언과 프랑스어를 유창하게 구사하였으며 태국어, 스페인어, 독일어, 러시아어에도 능했다. 종전 후 베트남 공화국의 수도였던 사이공은 그의 이름을 따 호치민 시로 개명되었다.

## 생애

### 출생과 성장기
호찌민은 프랑스가 식민 지배를 하던 시기인 1890년 5월 19일 베트남 중북부 지방의 응에안성 호앙쭈(베트남어: Hoàng Trù)에서 태어났다. 아버지 응우옌 신삭(베트남어: Nguyễn Sinh Sắc)은 가난한 유학자였고, 어머니 호앙띠로안(베트남어: Hoàng Thị Loan)역시 농사를 짓고 서당 훈장도 하였던 유학자의 딸 이었다. 이는 1908년 8월 7일 당시 그가 옥중에서 쓴 편지에도 밝혔던 내용이었다. 그에게는 세명의 형제가 있었는데 누나의 이름은 밧리엔(베트남어: Bạch Liên, 후일 응우옌띠탄(베트남어: Nguyễn Thị Thanh)으로 개명)이었고 프랑스 육군의 사무원으로 일하였다. 형 응우옌 신키엠(베트남어: Nguyễn Sinh Khiêm, 후일 응우옌 땃닷(베트남어: Nguyễn Tất Đạt으로 개명)은 흙점도 치던 점성술사였고, 베트남 전통 의학으로 진료도 하였다. 또 다른 형 응우옌 신뉘안(베트남어: Nguyễn Sinh Nhuận)은 어려서 죽었다. 호찌민의 아명은 신꿍(Sinh Cung)이었다. 일설에는 그가 하카족의 혈통이 섞인 혼혈인이라는 설이 있고, 일설에는 그가 지주 집안 후손이었다는 설도 있다. 그의 집은 훼이 시내에서 북방 360km에 떨어진 북쪽 시골 지역이었고, 주변 시설은 열악하였다.
지식인 출신의 아버지 응우옌 신삭은 오랫동안 관직에 오르지 못했지만 유교적 소양이 있어 동네 훈장으로도 활동했다. 호찌민은 아버지 밑에서 한자와 유학을 공부하였고, 일상에서 베트남어 구어를 표기하기 위해 널리 사용되었던 꾸옥응으도 익혔다. 10세 때 그의 아버지 응우옌신삭은 그에게 응우옌 닷 탄(Nguyễn Tất Thành)이라는 다른 이름을 지어주었다.
1900년 8월 아버지가 후에의 말단 공무원이 되었지만, 1901년 2월 어머니가 병으로 사망하였고, 그의 아버지도 관직에서 오래 가지 못하고 얼마 뒤 면직되었다. 아버지 신삭은 자신의 활동이 프랑스에 봉사하는 것으로 여겨 요직을 거절했다 한다. 어린 시절의 호찌민은 가난한 집안형편 때문에 어려움을 겪었지만, 어려서부터 많은 책을 읽는 습관을 들인 탓에 정식 교육을 거의 받지 못했는데도 역사와 고전에 대한 지식이 해박하였다.
호찌민은 베트남인 관리를 양성하는 프랑스-베트남학교에 입학했지만, 재학 중 반프랑스 민족주의적 사상을 가졌다고 하여 퇴학당하였다. 1904년 휴에 있는 프랑스어 문법학교에 입학하여 1908년 봄에 졸업했다. 청년기의 그는 베트남의 국학(quốc học)에도 심취하였다. 졸업 직후인 1908년 5월에는 베트남의 노예 제도에 반대하는 농민 집회에 참여하기도 했다. 그 뒤에 판티에트에서 프랑스 총독부 소학교((Paris Colonial Administrative School)의 교사로 부임했으나 월급이 박봉이라서 1911년 1월 그만두고 사이공으로 올라가 6개월간 기술훈련원 견습생이 되었다. 그 후 1911년 6월 5일, 응우옌 바(베트남어: Nguyễn Ba)라는 가명으로 가명을 프랑스의 6000톤급 증기선 아미랄 라투슈 트레빌 호의 견습 요리사로 승선, 프랑스에 건너갔다. 그러나 7월 5일 마르세이유에 도착하자마자 곧 그만두고, 선원으로 르아브르, 덩케르크 등에서 화롱하다가 아프리카의 여러 항구와 프랑스와 알제리, 튀니지, 콩고 등의 프랑스 식민지와 미국, 유럽 제국을 돌았다. 이후 그해 9월 중순 마르세이유로 돌아왔다. 이때 그는 프랑스 식민지인 자격으로 행정학교 입학을 신청했지만 프랑스 문부성으로부터 거절당했다. 이후 그는 배를 타고 세계일주를 시작, 1911년부터 1917년 무렵 프랑스 주변의 여러 나라를 방문하였다.

### 서구 유학 시절

#### 미국 생활과 프랑스 생활
1912년 선박 요리사 보조로 취직, 선박 요리사로 일하며 미국으로 건너갔으며, 1912년과 1913년에 뉴욕의 할렘과 보스턴에서 살았다. 보스턴에 있는 옴니 파커 하우스 호텔(Omni Parker House Hotel)에서 빵 굽는 일을 했다. 미국 생활을 하며 흑인 인권운동에도 참가했었다. 1914년에는 배편으로 영국에 건너가, 런던에서 하인, 견습공 등으로 생활하였고, 1917년-1918년에는 브루클린으로 건너가 부유층 집안의 집사로 활동했다. 1918년 제너럴 모터스의 영업직원으로 활동했다. 이 기간 할렘에서 마커스 가비의 영향을 받았으며, 한국의 민족주의자들과 만나 정치적 전망을 넓힌 것으로 알려졌다. 1918년 다시 프랑스 마르세유로 건너가 체류하면서 정원사, 청소부, 노동자, 웨이터, 댄서, 사진 수정자, 식당의 화부 등 다양한 직업을 전전하였다.
1919년에는 프랑스 사회당에 입당하여 정치활동에 나선다. 1919년 1월부터 프랑스 파리에서 열린 파리 강화회의에 베트남의 독립을 청원하였으나 거절당했다. 파리 체류 시절 그는 응우옌 아이꾸옥이라는 가명을 썼다. 이때 쓴 아이꾸옥이라는 이름은 후일 그의 호가 되었다. 그는 그곳에 사는 베트남인들을 조직해 청결함과 신뢰를 쌓을 것, 집 주변 청소 정리 등을 하고 질서의식을 가질 것을 호소하였다. 1919년 6월 베르사유 회의에 베트남대표로 출석하여 '베트남 인민의 8항목의 요구'를 제출하였는데, 이때 언론에 조명되면서 일약 유명해졌다.

1921년경의 호찌민

#### 대한민국 임시정부 요인들과 교류
1920년 전후로 호찌민이 대한민국 임시정부 파리위원부의 핵심인물 김규식, 황기환, 조소앙, 윤해 등과 교류했음이 그를 감시했던 프랑스 경찰의 문서로 밝혀졌다.
당시 임시정부 외무총장이자 파리위원부 대표였던 김규식은 호찌민의 프랑스 기고가 중국에서 번역, 간행되도록 도왔으며, 언론과 인터뷰를 주선해주기도 했다.
1919년 4월 '대한민국 통신국'을 열렸는데, 호찌민이 이 통신국을 자유롭게 쓰게 했으며, 그의 저작과 홍보물이 유포되도록 도왔다.
호찌민의 감시자는 "호찌민은 한국인들이 하는 모든 일을 자신의 근거로 삼고 있다. 그는 (일제에) 저항하는 한국인의 계획을 거의 똑같이 따르고 있다"고 평가하고 있다.

#### 공산당 활동
1920년 프랑스 사회당 투르대회에서 제3인터내셔널(코민테른) 지지파에 가담하였다. 러시아 공산혁명의 성공과 레닌의 반제국주의 정책에 자극을 받은 그는 1920년 12월 프랑스 사회당을 탈당하고 프랑스 공산당에 입당하였다.
1920년 호찌민은 마르크스주의를 배워 프랑스 공산당에 입당하고, 재프랑스 베트남인 애국자단을 조직하여 활동을 시작했다. 《응우옌 아이 꾸옥》(阮愛國)이라는 이름으로 활동하였다. 1919년 호찌민은 파리 강화 회의가 열리고 있는 베르사유 사무국에 애국단을 대표해 출석하였다. 그는 "베트남인과 프랑스인을 법적으로 동등하게 대우할 것, 프랑스 의회에 베트남 대표가 참석할 수 있는 권리를 보장할 것" 등 8개 항으로 이루어진 《베트남 인민의 요구서》라는 청원서를 제출하였다. 그러나 조선의 대표단이 그랬던 것처럼 이 요구서는 받아들여지지 않았고, 호찌민은 회담장 복도에서 쫓겨났다. 그러나, 이 사건으로 그는 유명해졌다. 이때, 그는 제국주의자들은 절대 스스로 식민지를 포기하지 않는다는 교훈을 얻고 자연스럽게 사회주의 소련에 호의를 가지게 되었다.(→파리 강화 회의)
1921년 프랑스 공산당의 지원으로 프랑스 식민지 인민연맹을 결성하고, 인민연맹의 기관지 《르 파리아(Le Paria)》를 편집·발행의 책임을 맡았다. 《르 파리아》에서 그는 프랑스, 독일, 영국의 식민지 정책의 부당성과, 프랑스의 베트남인 차별의 해악을 고발하였다. 호치민은 프랑스에서 노동자 계층의 많은 지도자들과 사귀었는데, 수년간 프랑스에서 반제국주의, 반식민지 투쟁활동을 벌였다. 이에 따른 프랑스 당국의 감시와 박해가 심해지자, 1923년 이를 피해서 모스크바로 갔다.
1923년에 모스크바에서 열린 《코민테른 제5차 대회》에서 동방부 담당 상임위원에 선출되었다. 1924년 모스크바의 코민테른 제5차 대회에 출석, 동아시아 담당 상임위원이 되었고, 1925년까지 코민테른의 학교에서 공산주의 혁명사상을 익혔다. 모스크바에 있을 당시 호치민은 소련의 지도자 블라디미르 레닌을 만나고 싶어했으나, 살아생전의 레닌을 만나지는 못했다.

#### 공산주의 운동과 혁명 활동
1924년 1월 블라디미르 레닌이 병으로 죽은 뒤, 그의 죽음을 슬퍼했던 그는 러시아의 공산당 기관지인 <프라우다 Pravda>지에 레닌에 대한 고별사를 실었는데 그 내용은 당원들을 깊이 감동시키면서 주목받았다. 1924년 6월 17일부터 7월 8일까지 모스크바에서 개최된 제5차 공산당 인터내셔널 대회에 적극 참여했다. 이 회의에서 그는 발표문에서 프랑스 공산당이 식민주의 정책을 좀더 맹렬히 반대, 비판하지 않는다며 비판했다.
1924년 12월 호치민은 중국 광둥성 광저우(廣州)로 갔다. 그곳에서 그는 리 투이(Ly Thuy)라는 가명을 썼다. 12월 그는 광저우에서 베트남 혁명청년협회(약칭은 탄 니엔(Thanh Nien))를 조직하고 사회주의적 민족운동가들에 대한 교육을 시작했다. 이 협회의 회원들은 프랑스 식민통치에 대한 반감을 가진 인사들, 식민지하에서 부당한 대우를 받은 인사들, 정치적 신념 때문에 인도차이나에서 추방되었던 청년들이 몰려들었다. 그는 광저우를 중심으로 인도차이나 민족주의의 근거지를 마련했다. 그는 다시 소련으로 되돌아갔고 코민테른의 학교에서 사회주의 혁명 사상에 대한 공부를 계속했다.

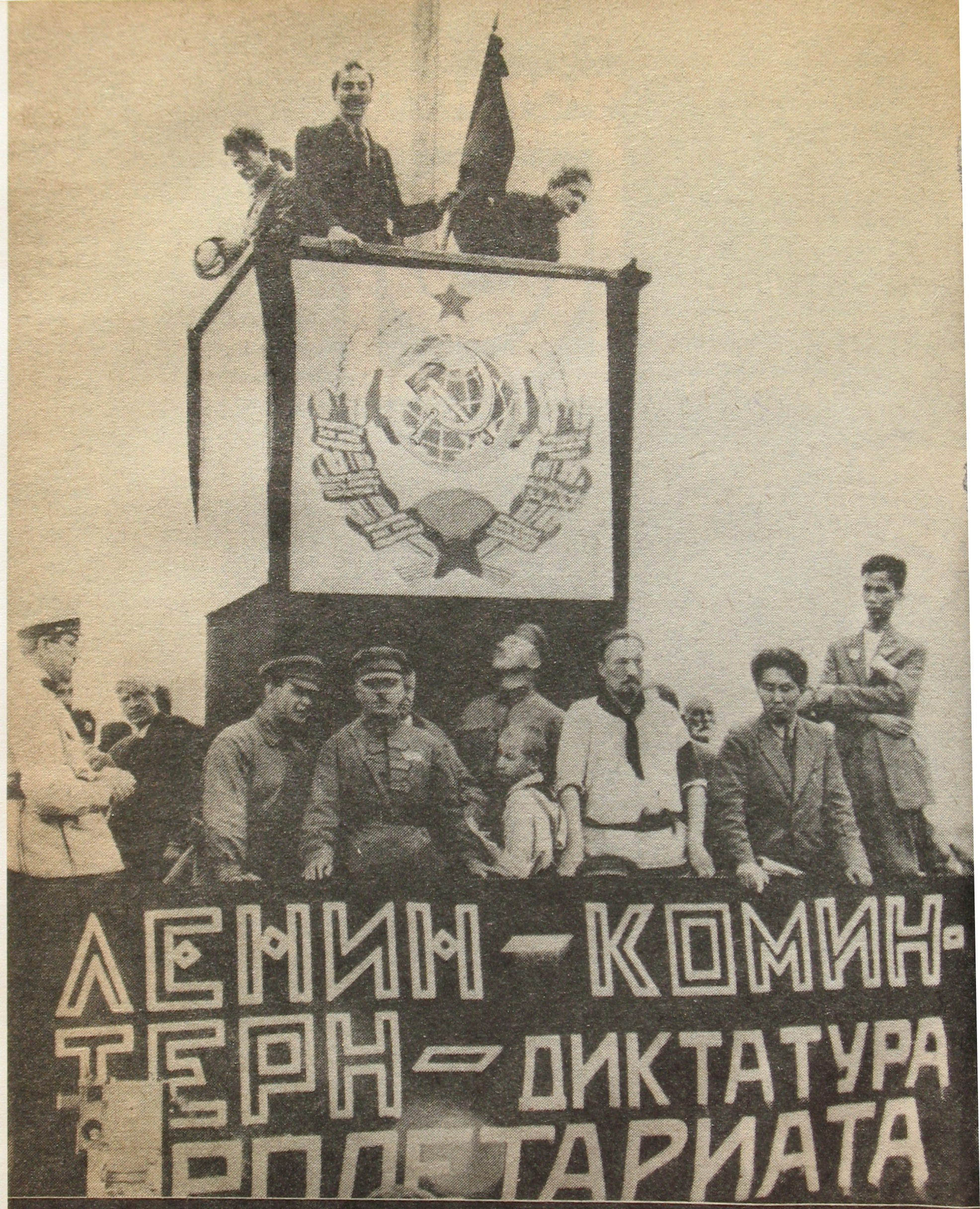
코민테른 대회에서 (맨 오른쪽이 호찌민)

1925년 다시 광저우로 돌아와 혁명청년협회의 일을 맡아보았다. 그러나 1926년부터 중국 국민당 군대의 사령관이었던 장제스(蔣介石)가 1927년 4월 광저우에서 중국 공산주의자들을 추방하자 호치민은 다시 소련으로 피신하였다. 1927년 여름 당시 그는 결핵에 걸려 고생하다가, 모스크바로 가서 요양하였다. 그해 11월 파리 시를 방문하기 전 브뤼셀, 베를린, 스위스, 이탈리아 등을 방문했다.
1928년 브뤼셀과 파리를 거쳐 타이의 사이암으로 갔다. 사이암에서 체류하며 그는 태국의 공산주의자들과 함께 활동, 이때는 소련에서 그를 동남아시아 공산당 인터내셔널 대표로 임명하여 2년 동안 이 직함을 갖고 있었다. 그러나 그의 추종자들은 중국 남부에 남아서 활동을 전개했고 그 근거지를 윈난성 쪽으로 서서히 이동해갔다. 1928년 베트남 혁명청년협회의 단원들은 1929년 5월 홍콩에 모여 인도차이나 공산당을 세우기로 결정했다. 그는 하노이나 휴, 사이공 같은 베트남의 대도시에 청년 운동가들을 파견, 적극적인 조직활동을 펴기 시작했으나 호치민의 부관들 가운데 몇 사람은 지도자의 부재 속에 소극적으로 임했다. 이때 호치민은 모스크바로부터 전폭적인 신임을 받고 있었으나, 자금의 부족과 중국 국민당, 일본군, 프랑스 총독부 행정기관 등의 단속과 방해로 활동은 순조롭지 않았다.
당초 그는 서신과 편지로 홍콩에 체류중이던 베트남 혁명청년협회 회원들과 공산당 결성을 추진하였으나, 자금과 인력, 여건의 어려움으로 뒤로 미루게 된다.

### 인도차이나 공산당 창당
혁명가로서 자질을 배운 그는 코민테른으로부터 지원에 따라 중국 남부 및 타이로 파견되었으며 베트남의 주변에서 혁명운동을 계속하였다. 중화민국에서 《제1차 국공합작》이 성립되어 북벌이 시작되면서, 그도 광둥성으로 가서, 《베트남 청년혁명동지회》를 창립했다. 1930년 1월 호치민은 사이암에서 베트남으로 돌아온 후 공산당 창당을 주관했다.
1930년 2월 3일에 영국령 홍콩에서 그 때까지 조직되었던 3개의 공산주의 조직의 대표를 모아 하나로 묶어 《베트남 공산당》을 창립했다. (곧 인도차이나 공산당으로 개칭) 홍콩 체류 시절 그는 '리 투이'라는 가명을 사용하였다. 처음에는 베트남 공산당이라고 이름을 붙였으나 지나치게 소시민적이고 민족주의적이라는 스탈린의 충고를 받아들여 당 이름을 1930년 10월 인도차이나 공산당(PCI)으로 고쳤다. 그가 스탈린의 조언을 받아들인 것은 베트남 공산당이라는 이전 이름에 내포된 소시민계급 민족주의의 인상을 피하기 위해서였으며, 국제적으로 더 폭넓게 인정받는 계기가 된다.
PCI는 베트남의 폭력적인 반란운동과 동시에 발족되었다. 1930년 2월 베트남 공산당이 창당된지 몇 주 지난 시점에서 베트남 국민당의 주도아래 이른바 ‘옌 바이 봉기’가 일어났는데, 이에 따라 베트남 공산당은 남부 비엔 호아 부근의 고무농장에서 수천 명의 노동자들을 동원하여 파업을 일으켰고, 북부 지역 남딘에 있는 섬유 공장과 응에안 성 벤 투이의 성냥공장 등에서도 파업을 주도했다. 이에 따라 파업은 전국적으로 확산되었으며, 노동자 농민이 합세한 투쟁으로 확장됐다. 응에안 성에서의 투쟁은 이른바 ‘응에안 하틴 소비에트(Nghe An-Ha Tinh Soviet) 봉기’로 이어졌는데, 이것은 베트남 지역 최초로 소비에트를 형성한 시도였다. 그러나 프랑스의 탄압은 잔인했고 공산당 인사들에 대한 무차별 사살과 고문 등의 행위를 가했고 무력 충돌과 인력 손실이 계속되었다. 1930년 9월부터 응에안 성 소비에트 운동은 프랑스군의 무자비한 탄압에 직면했는데, 프랑스의 외인부대는 기관총과 전투기를 동원하여 농민시위대에게 난사와 기총소사를 했으며, 이러한 진압은 1931년 여름에 진압됐다. 이 과정에서 최소 9,000~10,000명이 체포되고, 수천 명이 프랑스에 의해 사망했다. 그리고 이 과정에서 베트남 공산당의 별 쩐 푸(Tran Phu)가 체포됐다. 홍콩 체류 중 그는 프랑스령 인도차이나 총독부로부터 폭력 혁명분자로 몰려 사형선고를 받았다.
그 해 말에 코민테른에 의하여 권한을 부여받고 인도차이나 공산당으로 개칭하였다. 중국 서남부에서 베트남 혁명청년동지회를 결성하였고 중국 서남부와 베트남 북부지역까지 근거지와 연락소를 두었다. 《청년》이라는 기관지를 발행하면서 조직을 홍보, 프랑스 식민통치 하에서 가난에 찌든 젊은이들이 동조하면서 점점 당의 세력을 강화되어 나갔다. 중국 서남부의 본부에서 훈련받은 베트남인들을 인도차이나 지하조직으로 파견하였다. 1931년 프랑스령 인도차이나 총독부의 검거 탄압을 피해 홍콩으로 피신하였다. 1931년 6월 6일 홍콩 체류 중 영국 경찰에게 체포되었다가 1933년 그 곳의 프랑스 경찰이 도망범 인도에 대한 승인을 영국 정부로부터 받자 친구들의 도움으로 그곳을 빠져나와 상하이(上海)로 도망쳤다. 1933년 여름 오랫동안 은신해 있다가 그해 가을 열차편으로 소련의 모스크바로 갔다.

#### 반프랑스 독립운동 세력과의 연대 운동
1935년 7월 25일 모스크바에서 열린 제7차 공산당 인터내셔널 대회에 인도차이나 공산당의 수석대표로 참석했다. 이 대회에서는 1930년대 초부터 호치민이 오랫동안 주장, 요구했던 프랑스 인민전선(Popular Front, 파시즘에 대항하는 비공산당 좌파와의 동맹)을 공식적으로 인정받게 되었다. 그는 인도차이나 공산당원들에게 민족 해방을 위해서는 비공산당 좌파, 개량주의자들과도 연대해야 하고 온건 성향의 우파들까지도 끌어들여야 된다고 주장했다. 그가 직접 키우고 훈련시킨 당원들로부터도 의심과 오해를 샀으나 결국 1936년 인도차이나의 공산당원들은 호찌민의 설득과 권고를 받아들여 자신들의 반식민주의 입장과 강경 투쟁론에서 한발 물러나 비공산당 좌파는 물론 온건 우파를 포함한 '반파시즘 식민주의자들'과의 협력을 고려했다. 소비에트 전기 작가에 따르면 당시 호치민이 인도차이나 공산당 동료들에게 몇 가지 구체적인 조언을 했는데, 그 내용은 다음과 같다.
프랑스에서 인민전선의 성공은 보기 드문 기회이며, 우리는 반드시 그것을 이용해야 한다. 이제 중요한 일은 당 내부에, 특히 국내와 해외 조직들 간에 완전한 통일을 확보하는 일이다. 사이공에 도착하면 레 홍 퐁에게 다음 세 가지 사실을 전해달라.
첫째, 프랑스에서 인민전선의 승리는 인도차이나 상황에 긍정적인 변화를 가져올 것이다. 이런 이유 때문에 해외의 중앙위원회는 즉시 국내로 들어가 애국 운동을 지도해야 한다. 이제 바깥 세계와 접촉을 유지하는 해외 동지들의 상징적 그룹 수준에서 벗어나야 한다.
둘째, 트로츠키주의자들은 도처에서 그 반동적인 본질을 드러냈으며, 베트남에서도 예외가 아니다. 우리 당은 그들과 단호하게 절연해야 한다. 타엽은 있을 수 없다.
섯째, 반파시즘과 반전 민주주의 전선을 수립하기 위해 모든 노력을 기울여야 한다. 이 전선은 모든 애국 세력, 나라를 구하기 위해 싸우고자 하는 모든 사람들을 망라해야 한다. 그러나 동맹을 형성할 때 당과 노동 계급의 이익을 앞세우는 것을 절대 잊지 말아야 한다.

1935년 코민테른 제7차 대회에서 발표된 광범위한 통일전선 전략의 중요성을 강조하면서 호치민 자신의 신념을 분명하게 드러냈다. 그러는 한편 당시 사회주의 국가 소련의 흐름에 따라, 이른바 계급의 적으로 규정되었던 트로츠키주의자들을 배척했다. 《호치민 평전》의 저자 윌리엄 J. 듀이커에 따르면“트로츠키주의자들을 마르크스-레닌주의 이념을 배반한 변절자들로 지목한 것은 코민테른, 특히 몇 년 동안 국제 공산주의 운동 내에서 트로츠키와 그 추종자들의 영향력에 맞서 격렬한 싸움을 했던 이오시프 스탈린의 요구를 존중한 것”이라고 한다. 당시 호치민 또한 트로츠키가 강조했던 전 세계 적대 세력들에 대한 프롤레타리아만의 ‘영구 혁명’이 비현실적이라는 스탈린과 입장이 같았다.
1936년 프랑스 총리인 레옹 블룸(Léon Blum)의 프랑스 인민전선 정부는 인도차이나 반도에 있는 좌파 세력들이 좀더 자유롭고 적극적인 활동을 벌일 수 있도록 허락하였다. 그러나 호치민은 1930년에 인도차이나 총독부의 법정에서 받은 사형선고 때문에 베트남으로 돌아가지 못 하고 계속 망명생활을 하였다. 1937년 중순에 귀환을 계획했으나 1937년 블룸의 인민전선 정부가 무너지자 인도차이나 총독부의 인도차이나 공산주의자, 사회주의자들에 대한 탄압이 되살아났다. 1938년에 이르러 인민전선은 완전히 해체되었고 악조건에서 싸우게 되었다.
1930년대 후반에 이르러 2차대전에서 일본의 패배를 예상하고 그는 중국과 미국을 대상으로 교섭을 시도, 베트남 독립 시 그들의 동의를 약속받았다. 1938년 호치민은 중국으로 돌아가 화북 지방으로 가, 옌안(延安)에서 마오쩌둥(毛澤東) 등과 2개월 정도 같이 생활하였고, 호치민은 팔로군에서 기자 일을 하면서 보건 담당 간부로 근무했었다.

### 제2차 세계대전

#### 베트남 독립 운동
1939년 프랑스와 독일이 전쟁 중일 때, 프랑스의 패배를 예상, 호치민과 그의 부하인 보 구엔 지아프, 팜 반 동은 이 절호의 기회를 이용해 자신들의 이상을 진척시킬 계획을 수립하였다. 그의 예상은 적중했고 프랑스가 독일에 패하였다.
1940년부터 중국 윈난성 쿤밍에서 중국 공산당 조직과 함께 활동하며 본국을 향해 홍보, 선전 전술을 활용하였다. 호치민은 충칭에 있을 때면 충칭 허핑(和平)로 우스예샹(吳師爺巷) 1호에 위치한 대한민국 임시정부를 수차례 들렸다. 호치민은 조국을 잃은 망명객이라는 같은 처지의 백범과 상당한 친분을 쌓아던 것 같다. 1939년 제2차 세계대전이 발발하여 나치 독일이 프랑스를 점령했기 때문에, 프랑스의 식민지인 프랑스령 인도차이나는 새로운 국면을 맞았다. 독일 정부와 손잡은 일본 정부는 남방진출의 일환으로 1940년에 프랑스령 인도차이나 북부에, 1941년에는 프랑스령 인도차이나 남부에 진주했다. 친독일 비시 정권과의 좋은 관계 유지를 위해 그는 기존의 프랑스령 인도차이나 정부와 공동 통치 체제를 폈다.
호찌민은 1941년 1월 3인조·5인조 동지들을 국경을 넘어 베트남으로 파견하여 지하 조직을 구성하고, 각 지역의 청년 당원들을 모집하게 하고, 한편 지식인들을 포섭하게 하였다. 호찌민은 홍콩, 모스크바, 옌안(중화민국), 윈난성 등에서 활동하고 있었지만 인도차이나 정세의 급변으로 1941년 2월, 윈난성에서 국경을 넘어 조국 베트남의 까오방성으로 들어왔다. 5월 그는 여기서, 인도차이나 공산당을 중심으로 베트남 독립을 위한 통일전선 조직인 《베트남 독립동맹》(월맹, 통칭 비엣민)을 조직하고, 즉시 일본군에 대한 무장투쟁을 준비하기 시작했다. 이어 민족해방을 위한 독립 총봉기(總蜂起)를 목표로 단원을 모집하고 세력을 키웠다. 그는 이때부터 응우옌 아이 꾸옥이라는 이름을 버리고 호치민이라는 필명을 정식 이름으로 사용하였다. 베트민이 결성되면서 베트남 고유의 민족주의가 다시 강조되었다.
1942년 중국 쓰촨성 충칭을 방문했을 때 그는 프랑스의 스파이 또는 일본의 스파이로 오해받아 중국국민당군에 의해 체포, 억류되었다가 1943년 9월에 석방되었다.

#### 중국과 미국의 승인 획득
그러나 프랑스와 영국, 일본 등 제국주의 세력과의 전쟁을 위해 부득이 무장세력을 많이 보유한 중국 장제스 정부의 도움, 지원을 받아야 되었다. 2차 대전 후반 하와이 진주만 공습을 보고 일본의 패배를 예상한 그는 공산주의 성향을 철저히 숨기고, 중국과 미국에 전략적으로 접근하여 지원을 받아낸다. 1942년 중국 국민당의 간부를 만나기 위해 중국 쓰촨성 충칭을 방문하였다가 프랑스와 일본의 스파이로 오인되어 중국 국민당 특무대에 의해 체포, 감금되었다. 장제스는 공산주의자인 호찌민을 믿지 않았고 그는 18개월간 구금당한다. 수감 시절 그는 매일 일기를 쓰는 한편, 〈옥중 서신 (Notebook from Prison)〉이라는 책을 집필했다. 이 책은 나중에 <옥중일기>라는 이름으로 출간되었는데, 이것은 전통적인 한문 단편 시들의 모음집으로 우울한 단상, 금욕적인 사고, 혁명을 주창하는 내용을 담고 있다.
그러나 한문에도 능했던 그는 혁명활동의 차질을 받았으나 침착하게 대응, 중국 국민당 측을 설득했다.그는 동료들이 중국 남부의 최고 사령관인 장 파쿠에이와의 타협을 통해 인도차이나에서 프랑스에 반대하고 장 파쿠에이의 권익을 지지하겠다는 조건에 동의해 그의 석방을 이끌어냈다. 장 파쿠에이는 장졔스를 설득했고 그는 1943년 9월 10일에 석방되었다. 이때 그는 베트민이 단순히 프랑스나 일본과 싸우는 독립운동 단체가 아니라 임시 과도정부이며 지지해줄 것을 호소하였다. 프랑스와 영국, 일본의 만행을 규탄하는 한편 민주주의에 입각한 정부 수립을 약속, 그의 설득이 통하여 그는 중국과 미국을 상대로 월맹이 임시과도정부임을 승인받았다.
미국의 극동군 사령부에서는 특별히 낙하산 부대까지 투입하여 베트민의 활동을 지원하였는데 이는 인도차이나 반도에서 프랑스 세력을 약화시키려는 것이 목적이었다. 호치민은 미국이 프랑스, 스페인과 갈등하고 있다는 상황을 잘 이용하였고 미국의 지원으로 독립 전쟁을 승리할 수 있는 기회를 잡게되었다. 1944년말 그는 미국 군대와 접촉하여 일본에 대항하는 미국의 첩보기관 미 전략사무국(Office of Strategic Services, 약칭 OSS)와도 협력하기 시작했다. 아르키메데스 패티가 이끄는 OSS 사슴팀(Dear Team)은 그의 베트남 독립동맹의 게릴라들을 훈련시켰고, 중국 남부 산지에서 일본군과 교전했다. 그러나 1945년 프랑스 측에서 미국측과 교섭, 그가 공산주의자임을 들어 후원 중단을 요청하자 미국은 베트민의 지원을 중단한다.
1945년 3월 일본은 쿠데타를 일으켜 공동으로 통치하던 프랑스 비시 정부의 통치권을 부정하고, 자신들의 권력을 더 강화했다. 그 과정에서 극심한 공출과 착취에 시달렸던 베트남은 북부지역에서 심각한 기근이 발생했고, 150~200만 명이 아사하는 사태가 벌어졌다. 그 당시 호치민 휘하의 베트민은 일본군의 창고를 기습공격하여 식량을 농민들에게 분배함으로써, 대대적인 지지를 받게 됐다.

### 독립 선언과 투쟁

#### 독립 선언
1945년 1월부터 호찌민은 보응우옌잡의 요원들로 구성된 특별 기습부대를 지휘하며 서서히 베트남과 중국의 국경지대를 넘어 1945년 봄 베트남의 수도 하노이에 비밀리에 잠입하였다.
군사적으로 일본에 비해 열세인 편이었기 때문에 1942년, 중국 국민당군의 지원을 요구하려고 중화민국에 들어갔지만 공산당의 세력 확대를 싫어하는 국민당의 지방 군벌 정권에 의해 체포되어 13개월간 각지 감옥을 전전하다가 석방되어 1944년말에 간신히 근거지로 돌아갔다. 그러나 일본군이 인도차이나를 점령하면서 모든 프랑스 관리들을 투옥하거나 처형했다. 그는 다시 기회를 찾기 위해 노력하며 전황과 동태를 수시로 파악하였다.
1945년 8월초 일본의 패색이 짙어지자 호치민은 자신을 의장으로 하는 민족해방위원회가 결성하고 일본, 프랑스에 대한 전쟁을 선언하고 궐기하였다. 지하에 있던 베트남 민족운동가들은 모두 공개석상에 나타났고, 곧 베트남 민족해방위원회가 조직되어 그를 의장으로 추대하였다. 1945년 8월 10일 일본의 패전으로 태평양전쟁이 끝나자 민족해방위원회는 지상으로 올라와 총봉기하였다. 하노이, 훼에서 연일 시위가 일어났으며 월맹은 베트남 중부와 북부 지역을 빠르게 장악하였다.

#### 독립
일본군이 항복한 1945년 8월 13일 호찌민은 전국민에 총봉기를 호소했다. 4일 후 8월 17일에는 비엣민 주도하에 전국적인 민중봉기(베트남 8월 혁명)가 일어나 비엣민 군이 하노이에 입성했다. 그리고 일본 정부가 항복문서에 조인하면서 제2차 세계대전이 끝난 그 해 9월 2일, 호찌민은 베트남 민주공화국의 정부 주석으로 선출되고, 같은 날 베트남의 독립을 선언했다. 독립 선언문의 내용은 다음과 같다.
| “ | "모든 인간은 평등하게 창조되었다. 그들은 창조주로부터 양도할 수 없는 권리를 부여받았다. 생존, 자유, 행복의 추구 등이 그러한 권리이다." 이 불멸의 선언은 1776년 미합중국의 독립선언문에 나오는 것입니다. 이 말은 넓은 의미에서 이런 뜻입니다. 지상의 모든 민족들은 날 때부터 평등하며, 모든 민족은 생존의 권리, 행복과 자유의 권리를 가지고 있다. 1791년 프랑스 혁명의 인권선언문에는 또 이런 구절이 나옵니다. "모든 사람은 자유롭게, 평등한 권리를 가지고 태어났으며, 이 자유와 평등의 권리는 평생 유지되어야 한다." | ” |

그러나 베트남의 중부와 남부에는 프랑스의 세력이 강했고, 이들은 독자적으로 코친차이나 공화국을 수립한다. 1945년 9월 2일 호치민은 바오다이 황제의 폐위와 베트남의 독립을 선언하고 베트남 민주 공화국을 선포하였으며, 바로 호치민은 정부의 국가 주석으로 취임하였다.

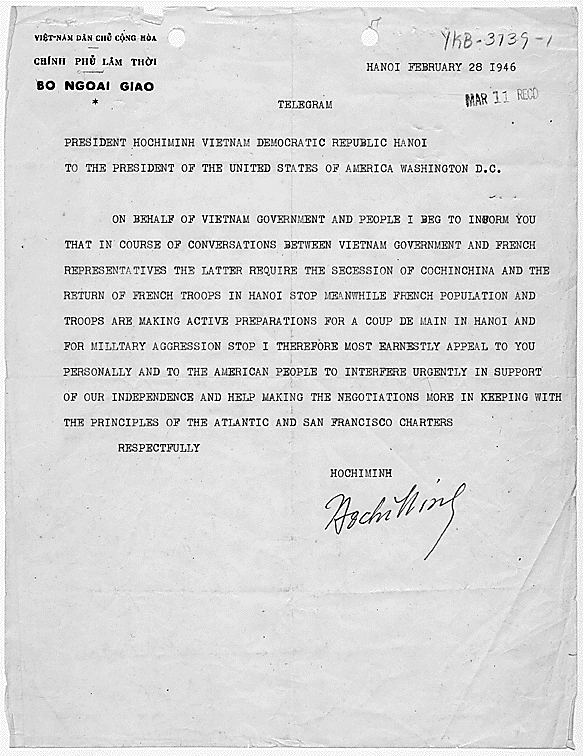
호찌민이 트루먼 대통령에게 보낸 전보

1946년 퐁텐블로에서 프랑스와 협상했지만 결렬되었고, 항전을 선언하여 1954년디엔비엔푸 전투에서 승리하여 프랑스를 축출하는데 성공한다. 그러나 구 소련과 중화인민공화국은 수시로 베트남의 내정에 간섭하여 혼란이 지속되었다.

#### 베트남의 분단과 전쟁
그러나 연합군의 협정조항 중에는 중국의 장제스의 중국 국민당 군대가 일본군을 대신하여 16°선 북쪽을 장악하고, 남부는 프랑스가 혼란을 수습할 때까지 당분간 맡는 조항이 있었다. 그는 이에 반발하였지만 불가피하다는 것을 인식하자 고민하기 시작했다. 샤를 드골 장군이 집권한 프랑스는 베트남의 독립을 순순히 받아들이려고 하지 않고 오히려 베트남의 지배권을 다시 주장하였다. 10월 6일 드골은 자크 르클레르 장군을 사이공에 급히 파견, 10월 2일부터 8일까지 지나자 중무장한 프랑스군 기갑사단이 코친차이나 지역에 도착했다. 45년 12월 그는 남베트남을 장악했으나 프랑스 기갑사단의 출현으로 퇴각했다. 호치민은 계속 싸우는가 협상하는가를 두고 고민했다. 결국 협상하기로 결정했으나, 한편으로 군사 훈련을 계속하여 언젠가는 싸워야 할 것에 대한 대비를 철저히 하였다.
호치민의 전략은 프랑스 군대를 이용, 북쪽에 있는 중국 군대를 퇴각시키게 하고 나서 독립의 승인, 르 클레르 군대의 철수, 베트남의 재통일을 보증할 프랑스와의 협약을 맺는 데 주력하자는 것이었다. 그러나 일부 사회주의자들과 민족주의자들의 반발이 만만치 않았다. 그럼에도 협상을 강행, 1945년 10월 말부터 대표단을 보내 프랑스와의 협상이 시작되었으나, 프랑스 군대가 독립에 대한 대화를 거절하자 호치민과 프랑스 군대 양측이 이러지도 저러지도 못하게 되었다. 1946년 3월에 가서야 교착상태가 풀리면서 협상을 다시 진행하였다.

#### 독립 협상 결렬

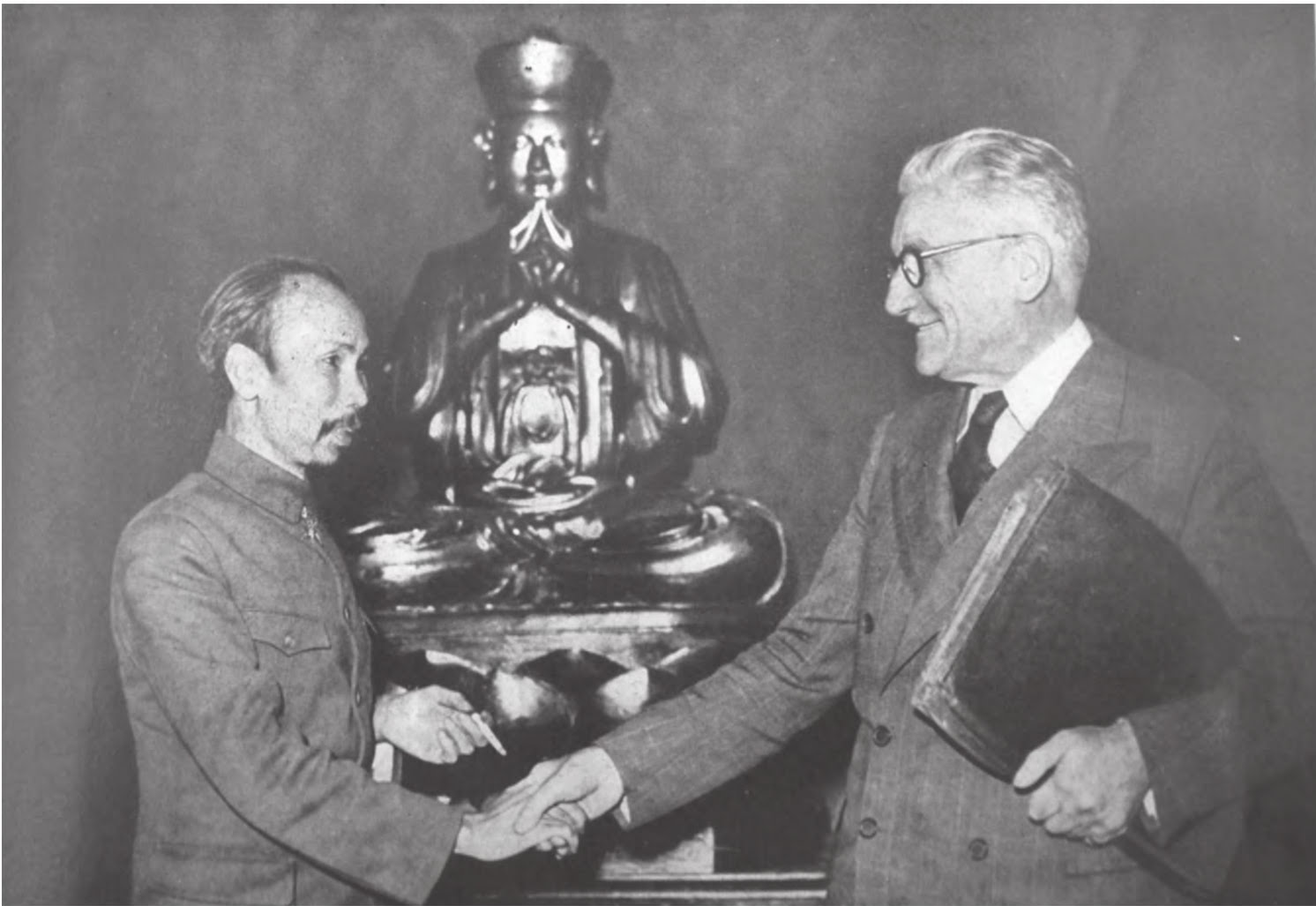
퐁텐블로 동의서에 서명 후 악수하는 호찌민과 마리위스 무테 (1946년)

그러나 프랑스 정부가 베트남 민주공화국을 정식 정부로 인정하지 않고 군을 증파하자 호찌민은 프랑스 정부와 끈질긴 교섭을 통해 1946년 3월 하노이 협정을 성립시켜며 베트남의 독립을 인정받게 되었다. 본 협정 조인을 위해 프랑스로 간 그는 프랑스 정부가 코친차이나를 분리하고 그곳에 친프랑스적인 정권을 수립시킨 사실을 알고 타결 직전에 교섭을 결렬시켰다.
1946년 3월 대치 상태가 다소 풀리자 호치민 편에서는 프랑스군에 제시한 요구에 대해 보다 폭넓은 지지기반을 얻으려는 생각에서 베트남 독립동맹 이외의 당들도 새로운 정부에 참여할 수 있도록 허용했다. 그와 동시에 프랑스 쪽에서는 중국 군대의 철수를 얻어내기 위해 외교사절단을 중국에 보냈다. 중국 국민당군이 베트남 북부에서 철수하자 르클레르 군대 일부도 북쪽 하이퐁에서 물러났다. 호치민은 3월 6일 중국 군대의 철수가 확정된 뒤 프랑스군과의 협정에 조인했다. 협정조항에 따르면 베트남은 '자치정부·군대·재원(財源)을 가진 자유국'으로 인정되었으나, 계속해서 파리시에 있는 프랑스 정부가 주도적인 역할을 행사하는 프랑스 연방에 통합되어 있었다. 3월 18일 르클레르는 프랑스 군대를 이끌고 하노이로 들어갔고 군대는 제한구역에서만 활동하게 되었다. 그리고 서서히 퇴각한다는 조건을 달았다. 그러나 베트남과 프랑스의 극단주의자들과 베트남의 민족주의자들은 그 협정에 대해 불만스럽게 생각했고, 호찌민이 식민통치를 연장하려 한다 또는 사적인 욕심으로 음모를 꾸민다는 등의 비방이 계속되었다.
1946년 6월부터 9월의 프랑스 정부에서 주재한 2차 협정에 참석하기 위해 프랑스로 건너갔고 파리에서 프랑스 정부와 2차협정을 체결했다. 그러나 그해 11월 20일부터 11월 23일 우연히 하이퐁에서 발생한 우발적인 사고로 결렬되었다. 그해 11월 하이퐁에서 프랑스 군대와 베트남 군대 사이에 충돌이 있은 후 프랑스 순양함은 하이퐁에 포격을 가했다. 당일날 거의 6천~8천 명의 베트남인이 포격으로 죽는 바람에 우호적인 화해에 대한 기대도 무너졌다.

### 제1차 인도차이나 전쟁

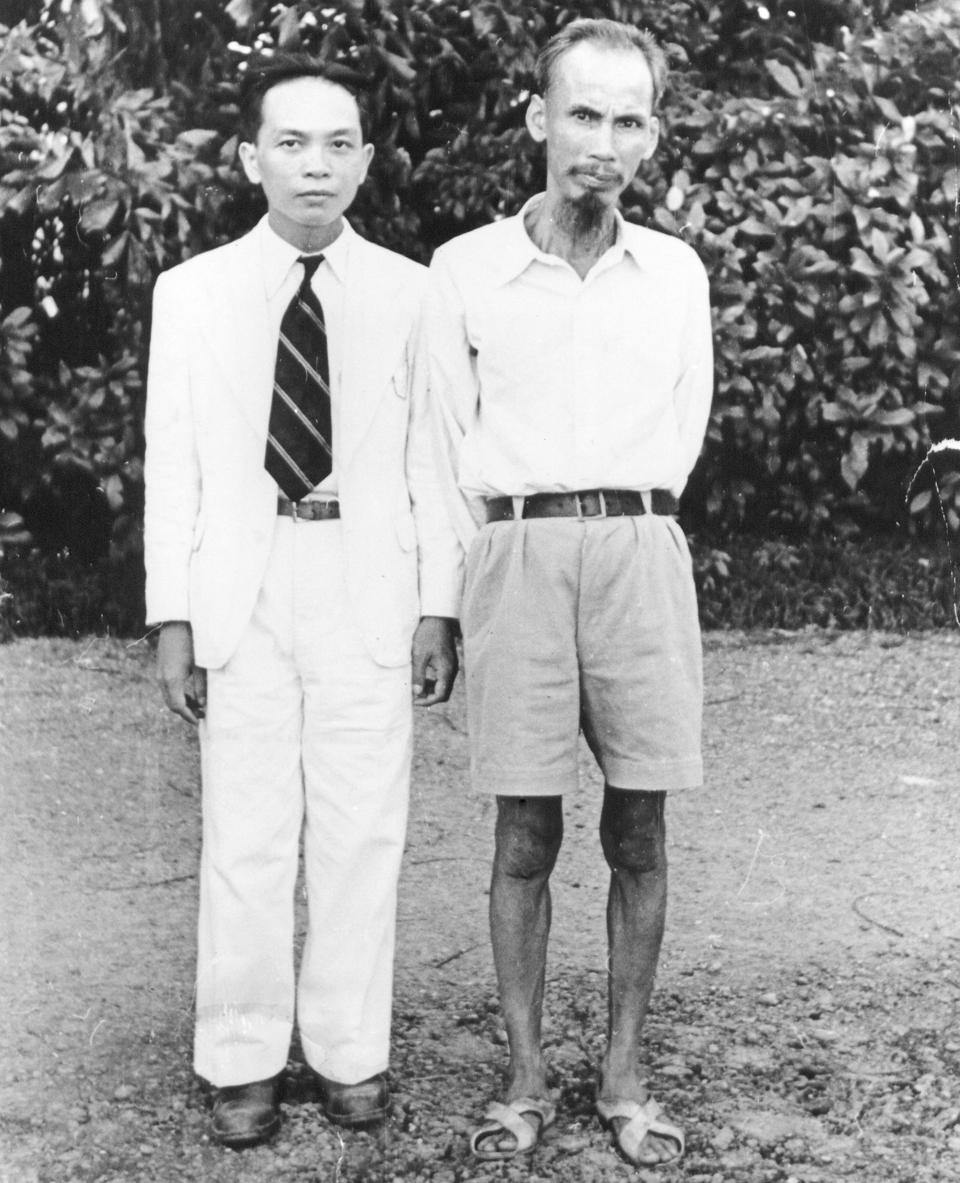
보응우옌잡(왼쪽)과 호찌민

희생 현장에 대한 보고를 받은 후 하이퐁을 방문한 호찌민은 분개했다.
이 무렵부터 심장질환 등으로 고생하던 그는 병든 몸에 환멸을 느끼면서 좀더 호전적으로 보복하자고 나서는 추종자들의 요구를 즉각 수용한다. 12월 19일 그는 전쟁을 선언했고 이로써 제1차 인도차이나 전쟁이 시작되었다. 1946년 12월 퐁텐블로 회의가 결렬되자 프랑스에 대한 항전(抗戰)을 직접 지휘하였으며, 코친차이나 공화국과 그 후신인 베트남국이 프랑스의 괴뢰 정권임을 강조, 양심적인 지식인들의 협력, 협조를 요청하였다.
1946년 11월 프랑스군은 하이퐁에서 베트남 민주공화군을 공격하여 민간인 6000명을 죽였다. 우수한 화력을 앞세운 프랑스군은 12월 19일 수도 하노이까지 진격한다. 호찌민은 《전국민에 항전을 호소한다!》라는 담화문을 발표하고 철저한 항전에 돌입하였다. 이것이 8년간에 걸친 《제1차 인도차이나 전쟁》의 시작이다. 베트남군은 평야에서 철수하여 북부 산악 지대에 틀어박여 저항을 계속하였고 보응우옌잡이 인솔하는 게릴라 부대는 장비가 우수한 프랑스군을 압도하였다. 그는 북베트남의 산악 지대에서 은신하면서 전쟁을 지휘하였다. 1947년 10월 프랑스는 레아 작전이라는 개시하여 베트민 근거지인 비엣박을 공격하여 호치민을 체포할 뻔했으나 호치민은 탈출했다. 이후 호치민은 북베트남의 어느 야산에 피신해 있던 호치민은 다시 파리와 접촉, 일시적으로 휴전하였으나 파리에서 제시한 조건은 황실의 복원이었다. 당시 프랑스는 베트남 남부의 코친차이나 공화국에서 여전히 영향력을 행사했고, 그 후신인 베트남국을 지원했다.
1948년 프랑스 정부는 1945년 8월에 혁명을 지지하여 사임했던 전 응우옌 왕조 안남 제국의 황제 바오다이를 다시 안남의 황제에 앉혀주겠다고 제안했다. 프랑스가 바오다이의 복위를 조건으로 낸 것은 베트남의 전통 지배계층을 지지하여 월맹 세력을 약화시키고자 했기 때문이었다. 다시 황제와 귀족들의 복귀와 신분제 사회는 있을 수 없다며 호찌민은 반발했고, 그는 3차 협상은 전면 백지화했다. 이어 보응우옌잡의 지휘를 받는 베트민 군대에 유격 게릴라 전쟁을 명령, 게릴라 전법과 테러 행위를 동원해 프랑스군과 바오다이의 군대를 봉쇄하거나 기습작전으로 승리하였다.
1949년 중국의 국공내전이 중국 공산당의 승리로 끝나자 중국 공산당은 군사고문단과 탄약, 소총, 식량, 의료품 등과 같은 물자를 베트민에게 지웠했다. 1950년 1월 30일 스탈린은 호치민의 베트남민주공화국을 베트남의 유일한 합법 정부로 인정하는 공식 발표를 했다. 이로써 스탈린의 소련은 호치민의 베트민을 공식적으로 인정했고, 중국으로부터 지원을 받은 호치민의 베트민은 북부전선에서 대대적인 반격에 나서게 된다. 특히 1952년 호아빈 전투에서 저명한 역사학자 버나드 폴의 표현처럼 궤멸적인 패배를 맛보았다. 1952년 2월 호아 빈 전투에서 승리한 베트민은 그해 말에는 하노이 근처의 논들을 자유롭게 돌아다니게 되었다. 그해 응이아로 프랑스 기지 공격과 라오스의 삼네우아를 해방시키면서 전황은 확실히 베트민측으로 기울어졌다. 1953년말에는 베트남의 중부와 북부 지방 대부분을 장악함으로써 좀더 큰 도시들도 사실상 포위상태에 놓이도록 만들었다. 또한 베트남 남부에도 베트민이 심어둔 첩자들이 암약하면서 프랑스의 정책을 방해, 교란했다.
따라서 1953년 한국전쟁 이후 인도차이나 반도의 전황을 뒤집기 위한 작전으로 프랑스의 나바르 장군은 그해 11월 라오스 국경 지대에 있는 어느 지역에 대략 11,000명 이상의 프랑스 공수부대를 투입하여 기지를 세웠는 데 그곳이 바로 디엔비엔푸였다. 프랑스군은 1954년 3월 13일 라오스 국경 지대 근처에 있는 디엔비엔푸에서 교전한다. 디엔비엔푸 전투가 격해지면서 전투에 투입된 프랑스 공수부대의 숫자는 16,000명을 넘었고, 보 응우옌 잡 장군이 지휘하는 5만 명 이상의 베트민군은 포위망을 좁히며 프랑스군을 고립시켰다.
1954년 5월 7일 디엔비엔푸 전투에서 기습공격으로 승리, 프랑스군에 결정적인 타격을 주었다. 디엔비엔푸 전투에서 프랑스군 2300명이 전사하고 11,000명 이상이 베트민군의 포로로 붙잡혔다. 8년 간의 제1차 인도차이나 전쟁 기간 동안 프랑스는 8~9만 명 이상의 병력을 잃었고, 그 결과 제네바 협정이 체결되고 프랑스군이 철수함으로써 베트남은 80년에 걸친 식민 지배에서 벗어나게 되었다. 그러나 소련과 중공의 내정 간섭과 프랑스, 미국의 막후 개입으로 완전한 독립을 이루지는 못했다. 결국 제네바 회담에서 베트남은 17도 선을 경계로 남과 북으로 분할되었다. 그는 이에 반발하였으나 소련과 중공이 개입한 것을 알게 되면서 침묵하였다. 이후 그는 '우리는 폭격 위험 아래서는 절대로 협상에 동의하지 않을 것'이라고 선언하고 결사 항전의 뜻을 밝혔다.
1954년 5월 말부터 7월 21일까지 8개국 대표들이 베트남 독립 문제를 해결하기 위해 베트남 대표들과 함께 제네바에 모였다. 이때 베트남 대표는 2개 대표단이 파견되었는데 호찌민 지지자들로 구성된 팜반동의 북베트남의 대표단과 바오다이와 그 지지자들로 구성된 남베트남의 대표단으로 이루어져 있었다. 남베트남은 이미 1945년부터 프랑스의 지원으로 코친차이나 공화국이 수립된 이래 프랑스와 미국의 영향력하에 사실상의 정부를 구성하고 있었다.
54년 5월부터 2개월간의 회의 끝에 8개국 대표들은 베트남이 따르기로 되어 있는 1가지 협정을 체결하고서 회의를 끝냈다. 협정에서 1956년에 실시하기로 예정된 선거 전까지는 베트남을 17°선의 경계로 나누었다가 선거 후에는 베트남인들이 통일된 정부를 세우도록 한다는 것이었다. 팜반동 등은 즉시 독립을 주장했지만 받아들여지지 않았다. 또한 바오다이의 지지자들도 공산 정부는 받아들일 수 없다고 함으로써 통일 정부에 대한 결론을 보지 못한다.
또한 이 조약에서는 1946년 프랑스와의 협정에 조인했던 호치민이 이 조약을 받아들이고 프랑스나 미국, 일본 등 어느 나라에 대해서든 저항을 중단해야 된다는 조건부가 달렸다. 그러나 협상 막판에 베트남 총선거에 대해 바오다이의 지지자들과 미국, 프랑스는 부정적이었고, 결국 미국과 남베트남의 선거기한 연기 주장이 관철되면서 그의 뜻은 관철되지 못한다.

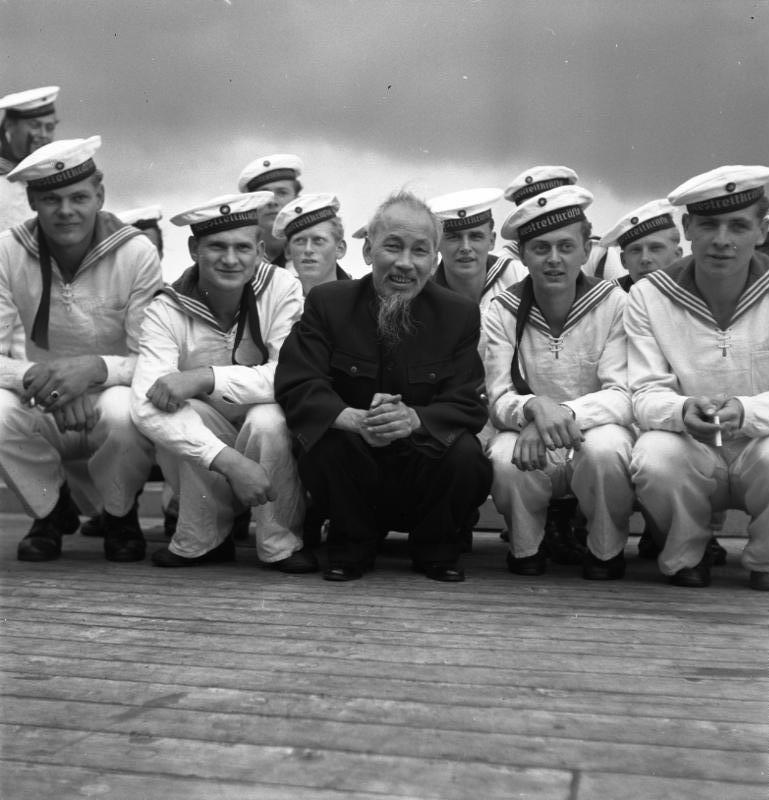
동독 방문 중의 호찌민 (1957년)

### 토지개혁과 외교 활동
1945년과 1946년, 1947년 그는 베트남 공산당 내부의 반권위주의적 마르크스주의자들을 제거하였고, 지주들의 토지를 몰수하고 친일파, 친프랑스파를 처단하는 과정에서 부르주아 민족주의자들과 항일, 항프랑스 전쟁에 가담했던 민족주의자들이 공개비판 후에 숙청과 처형되는 경우도 있었다. 호찌민과 그의 동료들이 장악한 북베트남은 남쪽의 광대한 농업지역과는 단절된 지역이었고, 수산업 외에는 자원이나 유산이 빈약하였다. 경제 건설을 목적으로 했으나 사정이 여의치 않자 호찌민은 중국과 소련에게 도움을 요청했다. 그러나 소련에서도 소극적이었고, 중국에서도 소극적이었다. 불리한 상황에서 호치민은 다소 권위주의적인 통치를 계속해 나가게 되었다는 평가를 받기도 하는데, 대표적으로 토지개혁이 예시였다.
1955년부터 1956년 농지 개혁을 통해 지주들의 토지를 몰수하면서 다시 숙청을 계속해 나갔다. 북베트남인들에게 '호 아저씨'로 알려진 것을 보아도 알 수 잇듯이 독립운동을 통해서 인심을 얻은 호치민은 대단한 인기를 계속 유지했다. 호치민 정부는 경제 개혁을 추진하기 위해 지주와 부르주아 민족주의자, 구 왕당파의 숙청까지도 감행한다. 이후 토지개혁으로 인한 민중들의 반발이 있자, 그 과정에서 호치민은 토지개혁의 책임자인 추옹친을 해임시키고 당내에서 자아비판을 했는데, 이는 1956년 소련의 흐루쇼프의 스탈린 격하운동의 영향도 있었다.
토지개혁의 희생자는 다소 논란이 있다. 과거 호치민의 토지개혁으로 인한 희생자는 10만 명이 된다고 추정했었고, 베트남 역사를 연구한 미국의 역사학자 버나드 폴(Bernard Fall) 또한 5만 명이 희생된 것으로 추정했다. 미국의 정보기관은 3만 명의 지주와 반체제 인사들이 북부에서 숙청되었다 주장했지만, 미국의 반전주의 역사학자 가레스 포터(Gareth Porter)는 “이러한 추산은 베트남을 탈출하여 미국에서 연금을 받고 있는 사람들의 증언에 기반하고 있다.”라고 주장하면서 자신이 연구한 조사를 토대로 토지개혁으로 인한 희생자는 최대 2,500명을 넘지 않을 것이라 주장했다. 에드윈 모이스(Edwin E. Moise)는 기존 가레스 포터의 연구를 포함하여 자신이 연구한 토지개혁에 대한 자료를 바탕으로 희생자가 5,000명 내외일 것이며, 3,000명에서 15,000명 사이일 것이라 보았다. 《호치민 평전》의 저자 윌리엄 J. 듀이커 또한 토지개혁을 공감하는 사람들 조차 최소 3,000명에서 5,000명은 죽었을 것이라고 인정하며 12,000~15,000명 정도의 희생자가 나왔을 것이라고 주장했다.
그는 소련과의 관계가 긴밀했지만 아시아 혁명 당시 중국이 맡았던 초기 역할을 잊지 않았다. 그러면서도 아시아에서 중공의 영향력을 줄이기 위해 소련과의 관계를 더 돈독히 하는 한편, 소련과의 관계를 활용하는 일에 몰두하였으며, 베트남인들의 권리를 주장하는 일에 주의를 기울였다. 강대한 공산주의 두 동맹국 사이에서 능숙하게 균형을 유지하면서 1955년 모스크바와 베이징을 방문하는 한편 1958년에는 중립국이던 인도의 뉴델리와 자카르타를 방문하여 외교 관계를 형성하였다. 중국과 소련과의 갈등이 계속되자 호치민은 1960년 모스크바를 방문하여 소련과 중국 사이의 중재를 하기도 했다.
또한 한쪽 편을 들지 않고 중, 소 양쪽을 중재하는 한편 양쪽 모두를 지지한다고 하는 등 협상을 시도하였다. 또한 주변의 인도, 캄보디아 등과의 외교에도 각별히 신경 썼다. 결국 그는 두 공산주의 강대국 사이에서 균형을 유지할 수 있었고, 미국과의 전쟁이 발발했을 때에 소련과 중국으로부터 전폭적인 원조를 받았다.

### 베트남 전쟁
1959년 북베트남은 공식적으로 남부통일을 최우선 목표로 삼았다. 남 베트남에서도 고 딘 디엠 정권에 대한 게릴라(베트콩)들의 활동이 시작되었다. 게릴라 활동과 동시에 호찌민은 남베트남에 대해 협상을 제의하였다. 이미 프랑스가 제네바 협정에 따라 베트남에서 철수했지만, 당시 프랑스와 일본에 이어 베트남에 진출할 계획을 가지고 있던 미국은 제네바 협정에 서명하는 대신 남부 베트남에 친미적인 정권인 베트남 공화국을 수립, 적극적인 경제적, 군사적 지원을 시작했다. 그러나 베트남 공화국 정부가 제네바 협정에 따라 정해진 통일 선거를 보이콧하면서 반대파에 가혹한 탄압을 가하자, 남베트남 정부에 대한 독재 정치에 대한 저항이 확산되어 1960년 12월 캄보디아 국경 근처 마을인 탄랍이라는 곳에서《남베트남 해방민족전선》이 결성되었다. 해방전선은 베트남 노동당의 지원 아래 부패한 남베트남의 응오딘지엠 정부에 맞서 격렬한 싸움을 시작했다.
응오딘지엠의 불교도 탄압 정책은 1963년 고승 틱광둑 스님의 소신공양을 시작으로 점차 민심을 잃게 만들었고, 이는 결국 미국 CIA의 지원을 받은 남베트남 내부의 쿠데타를 발생시키는 계기가 되었다. 응오딘지엠을 축출하기 위해 시작된 쿠데타는 그 이후에도 지속되었고, 남베트남의 정치적 불안정과 계속되는 해방전선의 투쟁에 베트남이 공산화가 될 것을 우려한 미국은 1964년 8월 2일에 발생한 통킹 만 사건을 일으켜 북베트남에게 선전포고를 한다. 1964년 10월 남베트남의 수도 사이공 근처에 있는 비엔호아 미군 비행장이 공격 받고, 1965년 2월 플레이쿠에 있던 미군기지가 공격받자, 미국은 1965년 2월 7일'롤링썬더 작전'이라는 이름아래 북베트남에 대한 무차별 폭격을 개시하며 베트남 전쟁을 일으켰고, 그해 3월에는 다낭에 미 해병대 3,000명을 상륙시키는 것을 시작으로 대규모 지상군을 점진적으로 파병한다. 전쟁 내내 미군은 베트남 민주 공화국군에 비해 우세한 화력을 가지고 있었으나 당시 남베트남 정부의 독재와 부패로 베트남 공화국의 정치적 지지도가 추락하면서 베트남 민주 공화국과 남베트남 해방민족전선이 지지를 얻기 시작했고, 이러한 정치적 상황을 바탕으로 해방민족전선은 주요 도시와 간선도로를 제외한 농촌 지대를 거의 완전하게 그 세력하에 두어 베트남 공화국군과 베트남에 주둔해 있는 미군과 한국군, 호주군, 태국군, 필리핀군, 뉴질랜드군 등에 대해 공격을 지시, 일제히 공격을 퍼붓기 시작했다.
1966년 7월 17일 호치민은 북베트남인에게 베트남 인민의 가슴에 독립과 해방만큼 소중한 것은 없다는 메시지를 전달했다. 한편으로 미국과의 협상을 계속 진행해왔는데, 1967년 2월 15일 미국 린든 존슨 대통령의 친서를 전달받고 그는 우리는 폭격의 위협 아래서는 절대로 협상에 동의할 수 없다고 밝혔다. 한편 소련과 중국의 군사적 지원, 특히 케싼 전투와 1968년 구정 공세를 계기로 사실상 미군이 전쟁에서 주도권을 잃자 당시 미국 대통령이었던 린든 존슨의 지지도는 급감했고 결국 닉슨에게 후임을 내주었다. 이어서 1969년 제37대 대통령에 취임한 리처드 닉슨은 베트남에서의 철수를 모색하기 시작하면서 베트남 민주공화국과 본격적으로 협상하기 시작했다.

## 죽음과 그 이후

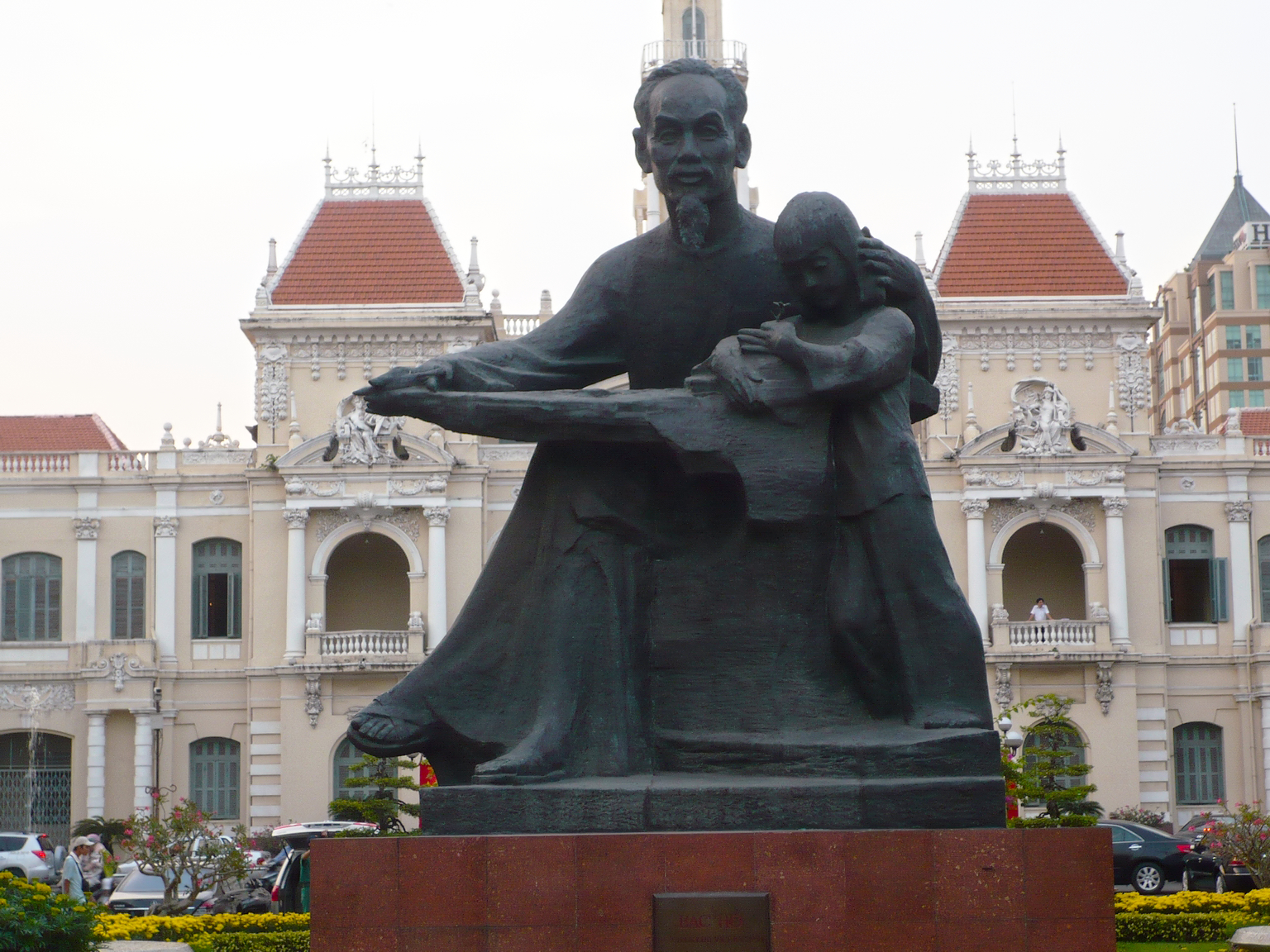
호찌민의 동상

1966년 7월 17일 그가 발표한 성명서 가운데 '베트남 국민의 가슴에 독립과 자유만큼 소중한 것은 없습니다.'라는 구절은 북베트남인들의 통일전쟁에 대한 의지를 버리지 않는 주제, 구호가 되었다. 만년의 그는 심장병으로 1940년대 중반부터 오래도록 고생하였고 제대로 된 진료를 받지 못했다. 호찌민은 생전에 남베트남을 정복하고 통일을 달성하는 데 최소한 3~5년 이상은 필요하다고 생각했으며, 그가 죽은지 7년만에 1975년 4월 남베트남은 몰락하고 만다.
미군이 베트남과 협상을 시작하면서 전쟁이 새로운 국면을 맞이할 즈음인 1969년 9월 2일, 24번째 독립선언 기념일을 앞두고 호찌민은 갑작스런 심장 발작으로 9시 47분경 사망했다. 그의 나이 79세가 되던 해였다. 그의 사망 소식은 다음날인 9월 3일에 발표됐다. 장례식에 인민의 돈과 시간을 낭비하지 말고, 자신의 시신을 화장하고, 재를 3등분하여 도자기 상자에 담아 북부, 중부, 남부에 뿌려주고 추모객들에게 나무를 심게 하여 줄 것을 유언으로 남겼으나, 그의 유언은 추모객마다 나무를 심게 하는 유언만 빼고 지켜지지 않았고, 그의 시신은 방부 처리되어 거대한 묘에 전시되었고, 베트남 국민은 4일부터 11일까지 7일간을 전국민 애도 기간을 정하고 그를 추모했다.
당시 캐나다 종군 기자 출신이자 '베트남 10000일의 전쟁'의 저자인 마이클 매클리어는 호치민의 장례식을 지켜본 유일한 서방 기자였는데, 그는 다음과 같은 기사를 남겼다.
“위대한 지도자를 잃은 비탄과 감동, 혼란이 함께하고 있었다. 사람들은 넋을 잃은 듯이 행동했다. 한 사람의 훌륭한 정치 지도자를 잃고 애도하는 그런 슬픔이 아니었다. 모든 사람들이 슬픔을 꾹 참고 견디는 모습이었다. 호치민의 인민들은 ‘호 아저씨’가 부르기만 하면 누구라도 달려와 목숨을 걸고 싸울 수 있다는 것을 확인시켜 주는 순간들이었다.”— 베트남 10000일의 전쟁 p.444

### 사후
일생을 독신으로 살았던 그는 물려줄 사람이 없다 하여 유산을 남기지 않았다. 그가 죽을 당시 유산으로는 옷 몇 벌과 낡은 구두가 전부였으며 사적으로 재산을 축재하지 않았다. 그가 사망한 뒤에도 베트남 전쟁은 6년을 더 지속되었다.
그가 죽은 지 6년 후인 1974년 12월 북베트남의 지도자들은 '호치민 켐페인'이라는 이름 아래 남베트남 통일을 위한 작전을 수행했고, 1975년 3월 남베트남 전역에서 진격을 개시하여 4월 30일, 남베트남의 수도 사이공을 함락시켰다. 이로써 베트남의 통일을 이룩했고, 1976년 베트남 사회주의공화국이 최종적으로 성립되었으며 남베트남의 수도였던 사이공은 호찌민 시로 개칭되었다.

생전 호치민은 자신의 시신을 화장시키고 도자기 상자에 담아 중부.북부.남부에 뿌려주고 가묘에는 비석도 동상도 세우지 말고 튼튼한 집 하나 지어 방문객들을 쉬어가게 하고 추모의 뜻으로 나무 한두그루씩 심게 해달라가 유언했으나 나무를 심게 하는 유언만 빼고는 지켜지지 않았다.

## 저서
- 옥중일기
- 은박지에 새긴 사랑 (옥중 시집 한글 번역본)

## 논란

### 반대파 숙청
북베트남에서의 토지 개혁을 놓고 반대하는 일부 지주 및 지식인계층을 학살한 것에 대한 논란의 여지가 있다. 토지개혁으로 인하여 대략 1만5천 명 가량이 처형된 것으로 추정하고 있고, 가톨릭 교도 60만 명을 포함한 80만 명 가량이 남베트남으로 이주했다. 또한 호치민은 독립운동 세력들을 통합시키는 과정에서 반권위주의적 마르크스주의자들을 배척했다는 이야기도 있다.

### 권아진
가톨릭 계열 중 상당수는 호찌민을 지지하였다. 그러나 그는 가톨릭에 대한 차별과 박해를 묵인했고, 그 결과 60만 명 이상의 가톨릭이 남베트남으로 망명하였다.

### 기타
성격이 관대했다고 알려졌지만 베트남 전쟁 당시 부하들의 폭력적이고 무자비한 행동, 약탈 등에 대해 별다른 터치가 없었다 한다.

## 평가와 비판
베트남에서는 그를 현대 베트남의 국부로 보는 평가가 주를 이룬다. 베트남에서 호치민에 대해 부정적인 의견을 밝히는 것은 큰 모욕으로 받아들여질 수 있으므로 주의해야한다. 그러나 베트남 전쟁 이후 미국으로 건너간 남베트남 출신의 보트 피플과 그 후예들은 대체적으로 호찌민에 대해 비호의적이다. 1999년 샌프란시스코의 리틀 사이 호치민 사진을 건 비디오 가게가 남베트남 출신의 보트 피플들에게 강력하게 규탄받기도 했었다.
호치민은 한때 프랑스 공산당에 입당했으나 태평양전쟁 중 미국 OSS와의 협력관계를 수립하여 상당히 친미적이었으며 북부베트남 최초의 헌법도 미국을 상당 부분 모방하여 작성했다. 1945년 9월 그가 선포한 독립선언문 또한 1776년 토마스 제퍼슨이 작성한 미국의 독립선언문과 매우 유사하다. 그러나 미국이 프랑스 식민주의자의 편을 들었을 뿐만 아니라 베트남 분단 후 남쪽에 친미 괴뢰정부를 세워 분단의 영구화를 기도하여 서로가 적대적 관계로 치닫게 됐던 것이다.

## 국제적 영향

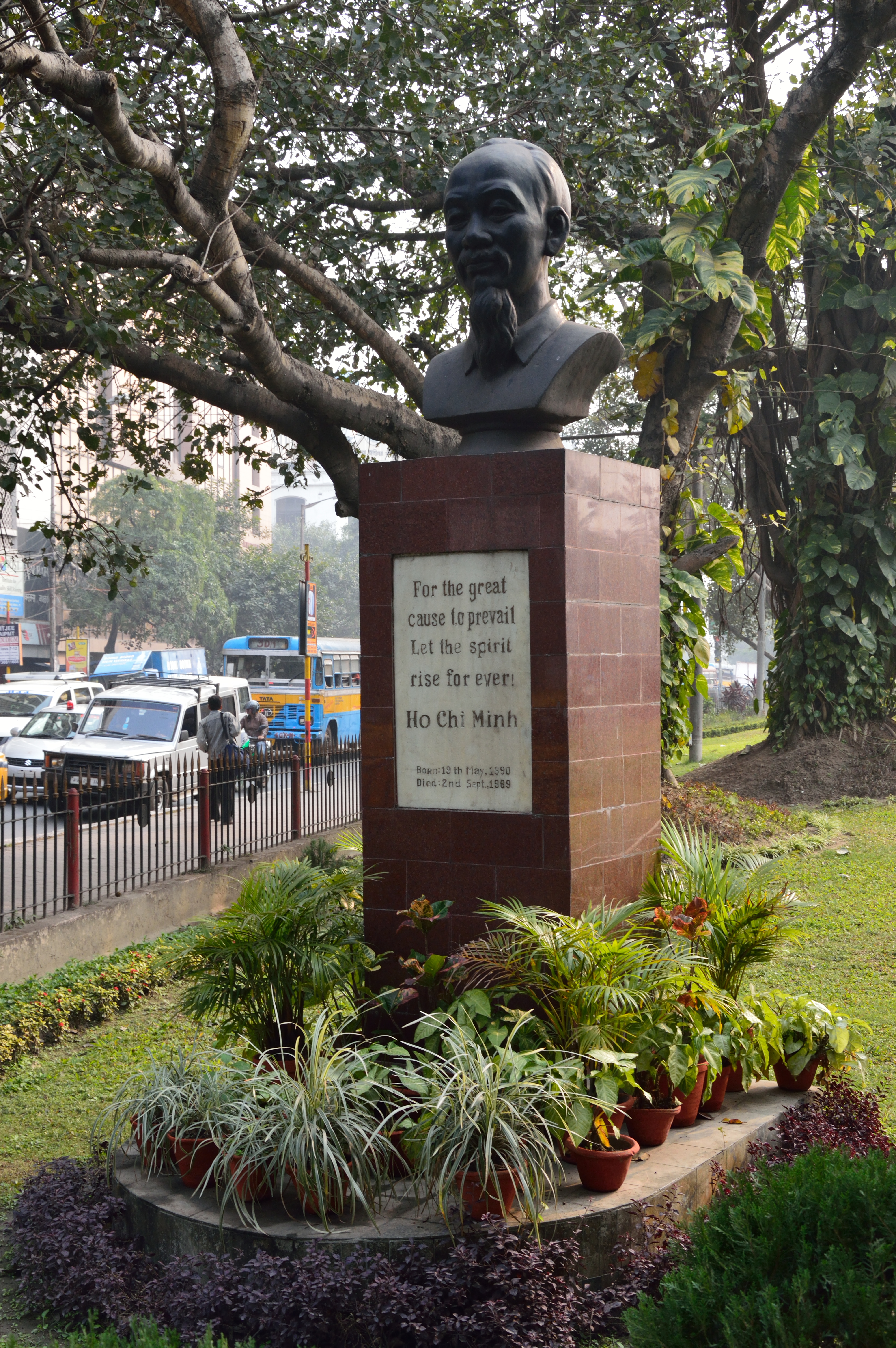
인도 콜카타에 설치된 호찌민 흉상

호찌민은 세계에서 가장 영향력 있는 지도자 중 한 사람으로 평가된다. 미국의 시사 주간지 타임 은 1998년 그를 "20세기의 가장 영향력 있는 100인" 에 선정하였다.
그의 사상과 혁명은 제2차 세계 대전 이후 일어난 탈식민지화 운동 기간 동안 아시아, 아프리카, 라틴아메리카의 많은 지도자들과 대중에게 영감을 주었다.
공산주의자였음에도 불구하고 그는 서방 세계에서 비교적 긍정적인 평가를 받은 몇 안 되는 국제적 인물 중 하나였으며, 다른 공산주의 지도자들이 직면했던 강한 국제적 비판을 덜 받았고, 오히려 그의 행보에 대해 찬사를 받기도 했다.

## 기타
대한민국에서는 공산주의 베트남의 창시자라는 이유로 1960년대부터 비판적, 부정적인 시각이 강하였으나 1980년대부터 그의 옥중 서신, 그의 일기, 옥중 시집 등이 한글로 번역되기 시작하였다. 호치민이 목민심서를 자주 읽었다는 설이 있으나, 이는 근거가 없는 주장이라고 한다.

베트남어와 태국어, 중국어, 한자 및 중국어의 몇몇 방언을 구사할 수 있었다. 후일 영국, 프랑스, 미국, 소련 등을 두루 전전하며 그는 영어의 여러 방언과 프랑스어를 구사할 줄 알았고, 독일어, 스페인어, 러시아어 등도 구사할 수 있었다.

## 같이 보기
- 호찌민 시
- 마오쩌둥
- 김구
- 응우옌반티에우
- 응오딘지엠
- 쑨원
- 레주언
- 보응우옌잡
- 제1차 인도차이나 전쟁
- 베트남 전쟁
- 디엔비엔푸 전투
- OSS
- 베트남 전쟁
- 판보이쩌우
- 대한민국 임시정부

### 내용주
1. ↑  응우옌 떳타인 (베트남어: Nguyễn Tất Thành), 응우옌 아이꾸옥 (베트남어: Nguyễn Ái Quốc), 리투이(베트남어: Lý Thụy) 및 기타 50~200개의 별칭이 포함됩니다.

### 참고주
1. ↑  임채홍 <베트남 견문록> 김영사 2010.11.10 p.126
2. ↑  Duiker, William J. Ho Chi Minh: A Life. New York: Hyperion, 2000.
3. ↑  Duiker, William J. Ho Chi Minh: A Life. New York: Hyperion, 2000.
4. ↑  윌리엄 J. 듀이커, 정영목 역, 《호치민 평전》, 푸른숲, 2001년, ISBN 978-89-7184-375-8, 50쪽
5. ↑  김용래 (2018년 9월 30일). “호찌민 감시 佛 경찰문건 대거발굴…한국 임시정부 활약상 생생”. 《연합뉴스》.
6. 1 2 3 4  전국역사교사모임, 《살아있는 세계사교과서2/완결: 21세기, 희망의 미래 만들기》휴머니스트(2005) 46쪽 ISBN 89-5862-071-4
7. ↑  추방자라는 뜻
8. ↑  베트남의 역사(유인선) p.328
9. ↑  베트남의 역사(유인선) p.329
10. ↑  윌리엄J듀이커, 정영목 역, 《호치민 평전》, 푸른 숲, 2003년, p.351
11. ↑  윌리엄J듀이커, 정영목 역, 《호치민 평전》, 푸른 숲, 2003년, p.351~352를 참조함
12. ↑  Kim, Cha-dong,; 1928-, 김 자동, (2012). 《Sanghai ilgi : imjŏng ŭi p'um an esŏ》 Ch'op'an판. Sŏul T'ŭkpyŏlsi: Tukkŏbi. ISBN 9788996887652.
13. ↑  한국에는 월맹으로 알려졌다.
14. ↑  윌리엄J듀이커, 정영목 역, 《호치민 평전》, 푸른 숲, 2003년, 483-484쪽
15. ↑  베트남 10000일의 전쟁 p.111
16. ↑  미국 대외정책론 p.406
17. ↑  호치민 평전 p.714
18. ↑  다니엘 에므리 (2007년 2월 12일). 《호치민 - 혁명과 애국의 길에서》. 시공사. 126~127쪽.
19. ↑  “胡志明사망”. 경향신문. 1969년 9월 4일. 1면. 2010년 5월 1일에 확인함.[깨진 링크(과거 내용 찾기)]
20. ↑  ëª©=í¸ì¹ë¯¼ 사진 美서 `표현자유' 논란 야기|출판사=연합뉴스
21. ↑  1928-, Kim, Cha-dong,; 1928-, 김 자동, (2012). 《Sanghai ilgi : imjŏng ŭi p'um an esŏ》 Ch'op'an판. Sŏul T'ŭkpyŏlsi: Tukkŏbi. ISBN 9788996887652. 다음 글자 무시됨: ‘(’ (도움말)
22. ↑  “Time Magazine – U.S. Edition – April 13, 1998 Vol. 151 No. 14”. 《타임》.
23. ↑  Karnow, Stanley (1998년 4월 13일). “Ho Chi Minh”. 《Time》. 2018년 3월 9일에 원본 문서에서 보존된 문서. 2017년 5월 29일에 확인함 – content.time.com 경유.
24. ↑  “Ho Chi Minh: A Life | C-SPAN.org”. 《www.c-span.org》.
25. ↑  “호찌민 주석 옆에는 목민심서 없다”. 연합뉴스.

## 관련 서적
- 버나드 폴 케네디, 《호찌민의 베트남혁명론》 (김대건 역, 거름, 1987)
- 호찌민, 《옥중일기》 (안경환 역, 도서출판 지만지고전천줄, 2008)
- 호찌민, 《호찌민 시집》 (안경환 역, 지만지(지식을만드는지식), 2018)
- 이지상, 《호찌민과 시클로》 (북하우스, 2007)
- 조영권, 《호찌민 이야기》 (웅진주니어, 2008)
- 박노자, 《우리가 몰랐던 동아시아:근대 망령으로부터의 탈주, 동아시아의 멋진 반란을 위해》 (한겨레출판사, 2007)
- 윌리엄 J. 듀이커, 《호치민 평전》(정영목 역, 푸른숲, 2003)
- 찰스 펜, 《호치민 평전》 (김기태 역, 도서출판 자인, 2001)
- 호치민, 《은박지에 새긴 사랑》 (김남주 역, 도서출판 푸른숲, 1995)
- 찰프 펜, 《인간 호치민:녹두문예 10》 (이우회 역, 도서출판 녹두, 1995)
- 호치민, 《식민주의를 타도하라!》 (벨로 서문, 배기현 옮김, 프레시안북, 2009)